# УЕФА суперкуп 2013.
УЕФА суперкуп 2013. је био 38. УЕФА Суперкуп, годишња фудбалска утакмица коју организује УЕФА и на којој учествују актуелни шампиони два главна европска клупска такмичења, УЕФА Лиге шампиона и победник Купа УЕФА. У репризи финала УЕФА Лиге шампиона 2012, у мечу су учествовали Бајерн Минхен, победник УЕФА Лиге шампиона 2012–13, и Челси, победник УЕФА Лиге Европе 2012–13. Пошто је победио Бајерн у финалу Лиге шампиона 2012, то је био други узастопни наступ Челсија у Суперкупу. Играно је у Фортуна Арени у Прагу, Чешка Република, 30. августа 2013. године, и било је прво које је одржано ван стадиона Луј II у Монаку од када је 1998. године постало једнократно.
Бајерн Минхен је постао први немачки тим који је освојио УЕФА Суперкуп, победивши Челси на пенале после продужетака. Био је то и први пут да је победник Суперкупа одређен извођењем једанаестераца. Пораз Челсија учинио их је првим тимом који је изгубио узастопне Суперкупове од Порта 2004. године.

## Стадион
Еден Арена је најављена као место одржавања УЕФА Суперкупа 2013. дана 16. јуна 2011. године. Стадион је отворен у мају 2008. на месту некадашњег стадиона Еден. То је домаћи стадион СК Славије Праг, који игра у Чешкој Првој лиги.

## Тимови
| Екипа         | Квалификације                                    | Претходно учешће (подебљано означава победнике) |
| ------------- | ------------------------------------------------ | ----------------------------------------------- |
| Бајерн Минхен | УЕФА Лига шампиона 2012/13. победник             | 1975, 1976, 2001                                |
| Челси         | Куп победника купова у фудбалу 1997/98. победник | 1998, 2012                                      |

## Позадина
Утакмица је означила први УЕФА Суперкуп у историји између два узастопна победника УЕФА Лиге шампиона (Челси је освојио УЕФА Лигу шампиона 2011–12, победивши Бајерн Минхен у финалу).
Утакмица је била први пут од 2004. да су се оба финалиста такмичила без менаџера који су у претходној сезони освојили своје трофеје УЕФА, пошто су и Јуп Хајнкес и Рафаел Бенитез напустили клубове након завршетка претходне сезоне. Нови менаџери, Пеп Гвардиола и Жозе Мурињо, обновили су ривалство које су делили у Шпанији као менаџери Барселоне и Реал Мадрида. Гвардиола је два пута освојио трофеј у својој менаџерској каријери, са Барселоном 2009. и 2011. Мурињо се само једном такмичио за трофеј 2003. када је његов Порто ушао као носилац Купа УЕФА и али је био поражен од Милана. Од тада је Мурињо два пута освојио Лигу шампиона, али је сваки пут напустио свој клуб одмах након тога и стога их није водио у Суперкуп.

## Продаја карата
Међународна фаза продаје карата за ширу јавност трајала је од 14. јуна до 5. јула 2013. Улазнице су биле доступне у три категорије цена: 130, 90 и 50 евра. УЕФА је такође покренула аукцију продаје карата у добротворне сврхе, а сав приход је ишао Центру за приступ фудбалу у Европи. Два клуба су добила улазнице на које су се навијачи могли пријавити.

### Детаљи
| Бајерн Минхен                        | 2–2 (п. с. н.) | Челзи                                 |
| ------------------------------------ | -------------- | ------------------------------------- |
| Рибери 47’ · Мартинез 120+1’         | Извештај       | Торес 8’ · Азар 93’                   |
| Пенали                               |                |                                       |
| Алаба · Крос · Лам · Рибери · Шаћири | 5–4            | Луиз · Оскар · Лампард · Кол · Лукаку |

| Бајерн Минхен | Челзи |

| GK               | 1  | Мануел Нојер       |     |     |
| RB               | 13 | Рафиња             |     | 56’ |
| CB               | 17 | Жером Боатенг      | 84’ |     |
| CB               | 4  | Данте              |     |     |
| LB               | 27 | Давид Алаба        |     |     |
| DM               | 21 | Филип Лам (c)      |     |     |
| RM               | 10 | Арјен Робен        |     | 96’ |
| CM               | 25 | Томас Милер        |     | 71’ |
| CM               | 39 | Тони Крос          |     |     |
| LM               | 7  | Франк Рибери       | 23’ |     |
| CF               | 9  | Марио Манџукић     |     |     |
| Резервни играчи: |    |                    |     |     |
| GK               | 22 | Том Штарк          |     |     |
| DF               | 5  | Данијел ван Бујтен |     |     |
| DF               | 26 | Дијего Контенто    |     |     |
| MF               | 8  | Хави Мартинез      |     | 56’ |
| MF               | 19 | Марио Геце         |     | 71’ |
| MF               | 11 | Џердан Шаћири      |     | 96’ |
| FW               | 14 | Клаудио Пизаро     |     |     |
| Менаџер:         |    |                    |     |     |
| Пеп Гвардиола    |    |                    |     |     |

| GK               | 1  | Петр Чех           |         |      |
| RB               | 2  | Бранислав Ивановић | 120’    |      |
| CB               | 24 | Гари Кахил         | 41’     |      |
| CB               | 4  | Давид Луиз         | 66’     |      |
| LB               | 3  | Ешли Кол           | 118’    |      |
| CM               | 7  | Рамирес            | 64’ 85’ |      |
| CM               | 8  | Френк Лампард (c)  |         |      |
| RW               | 14 | Андре Ширле        |         | 87’  |
| AM               | 11 | Оскар              |         |      |
| LW               | 17 | Еден Азар          |         | 113’ |
| CF               | 9  | Фернандо Торес     | 90’     | 98’  |
| Резервни играчи: |    |                    |         |      |
| GK               | 23 | Марк Шварцер       |         |      |
| DF               | 26 | Џон Тери           |         | 113’ |
| DF               | 28 | Сесар Аспиликуета  |         |      |
| MF               | 5  | Микаел Есјен       |         |      |
| MF               | 12 | Џон Оби Микел      |         | 87’  |
| MF               | 10 | Хуан Мата          |         |      |
| FW               | 18 | Ромелу Лукаку      | 99’     | 98’  |
| Менаџер:         |    |                    |         |      |
| Жозе Морињо      |    |                    |         |      |

| Играч утакмице: Франк Рибери (Бајерн Минхен) Помоћне судије: Матијас Класенијус (Шведска) Даниел Варнмарк (Шведска) Четврти судија:' Стефан Витберг (Шведска) Додатне помоћне судије: Стефан Јоханесон (Шведска) Маркус Стрембергсон (Шведска) | Правила утакмице - Игра се 90 минута - У случају нерешеног играју се продужици 30 минута до златног гола ако је потребно - Приступа се извођењу једанаестераца ако је резултати и даље изједначен - Седам именованих замена, од којих се могу користити до три |